# Kościół św. Rozalii na uroczysku Święta Rozalia
Kościół pw. św. Rozalii – kościół filialny parafii św. Szymona i Judy Apostołów w Szelkowie, położony na uroczysku Święta Rozalia, w gminie Rzewnie.

## Lokalizacja
Kościół jest położony w oddali od najbliższych wsi, na uroczysku leśnym. Święta Rozalia to znane na Mazowszu miejsce kultu i pielgrzymek.

## Historia

### Kościół drewniany z XVIII w.
Pierwszy kościół na uroczysku stanął około 1709 r. Była to kaplica z modrzewiowych bali. W środku, w ołtarzu głównym znajdował się pochodzący z końca XVIII wieku obraz z wizerunkiem św. Rozalii. W 1944 r. XVIII wieczny budynek został zdewastowany i zniszczony przez żołnierzy Armii Czerwonej, którzy drewna z kaplicy używali między innymi na podpałkę w kuchni polowej. Obraz uratował ks. Józef Dołęgowski, który wraz z parafianami przechował obraz przez wojnę. 

### Kościół drewniany z XX w.
Staraniem ks. Józefa Gosika w 1946 r. w oparciu o dwa niemieckie baraki zbudowano drugą kaplicę, która została przebudowana w 1957 t.

### Kościół murowany z XX w.
W latach 1991–1995 r. staraniem proboszcza Stanisława Marca zbudowano w św. Rozalii nowy kościół. Nawiązuje on bryłą do poprzedniej kaplicy ale poprzez zastosowany budulec zerwano z tradycją drewnianych, kurpiowskich świątyń. 4 września 1995 r. biskup łomżyński Juliusz Paetz pobłogosławił kościół. 4 września każdego roku w kościele odbywają się uroczystości odpustowe, które przyciągają do Świętej Rozalii znaczne ilości wiernych.

## Otoczenie
W pobliżu kościoła znajdują się 43 (stan na 2006 rok) dęby w wieku ok. 400–500 lat. Oprócz kościoła na uroczysku znajdują się zabudowania leśniczówki, która do 30 grudnia 2010 r. była siedzibą Leśnictwa Rozalia.